# Municipio de Washburn (Dakota del Norte)
El municipio de Washburn (en inglés: Washburn Township) es un municipio ubicado en el condado de Griggs en el estado estadounidense de Dakota del Norte. En el año 2010 tenía una población de 68 habitantes y una densidad poblacional de 0,73 personas por km².

## Geografía
El municipio de Washburn se encuentra ubicado en las coordenadas 47°26′58″N 98°1′53″O / 47.44944, -98.03139. Según la Oficina del Censo de los Estados Unidos, el municipio tiene una superficie total de 92.95 km², de la cual 92,88 km² corresponden a tierra firme y (0,07 %) 0,07 km² es agua.

## Demografía
Según el censo de 2010, había 68 personas residiendo en el municipio de Washburn. La densidad de población era de 0,73 hab./km². De los 68 habitantes, el municipio de Washburn estaba compuesto por el 94,12 % blancos, el 5,88 % eran de otras razas. Del total de la población el 1,47 % eran hispanos o latinos de cualquier raza.